# Sinești (okręg Jassy)
Sinești – wieś w Rumunii, w okręgu Jassy, w gminie Sinești. W 2011 roku liczyła 1595 mieszkańców.